# Natalia Kałucka
Natalia Kałucka (* 25. Dezember 2001 in Tarnów, Polen) ist eine polnische Sportkletterin, die sich aufs Speedklettern spezialisiert hat.

## Karriere
2018 gewann Kałucka die Jugend-Weltmeisterschaft sowie die Jugend-Europameisterschaft im Speed. Im selben Jahr konnte sie sich für die olympischen Jugend-Sommerspiele qualifizieren. Dort erreichte sie den 8. Platz.
Seit 2018 nimmt Kałucka an Weltcups teil. Ihren ersten Podestplatz errang sie 2022 in Salt Lake City; sie erreichte den dritten Platz.
2021 wurde Kałucka in Moskau Weltmeisterin. 2022 erreichte sie den dritten Platz bei der Europameisterschaft in München sowie den zweiten Platz bei den World Games in Birmingham. 2023 gewann sie die Europaspiele in Krakau. 2023 Dabei konnte sie ihre persönliche Bestzeit auf 6,57 Sekunden verbessern. Ihren ersten Weltcup gewann sie 2023 in Villars, wo sie mit 6,55 Sekunden erneut eine Bestzeit erzielte.
Sie ist die Zwillingsschwester der Speedkletterin Aleksandra Kałucka.